# ProVeg-Magazin
ProVeg-Magazin ist die Mitgliederzeitschrift des ProVeg Deutschland.

## Geschichte
Die Zeitschrift erscheint seit 1950. Sie trug anfangs den Namen Sei Mensch: Besinnen, Erkennen, Einkehr, Tat. Mitteilungen der Vegetarier-Union Deutschland e. V. Im Jahr 1954 wurde sie zu Der neue Mensch umbenannt. Ab 1956 erschien die Zeitschrift unter dem Titel: Der Vegetarier. Zeitschrift für ethische Lebensgestaltung, Vegetarismus und Lebensreform. Von 1999 bis Sommer 2015 wurde sie unter dem Namen natürlich vegetarisch. Das VEBU-Magazin veröffentlicht. Bis dahin war sie im Zeitschriftenhandel erhältlich. Dann wurde sie dem alten Vereinsnamen VEBU folgend VEBU-Magazin genannt.
Nach Umbenennung des Vereins im April 2017 wurde auch der Name des Magazins angeglichen.

### Name
- 1950–1954: Sei Mensch: Besinnen, Erkennen, Einkehr, Tat. Mitteilungen der Vegetarier-Union Deutschland e. V.
- 1954–1956: Der neue Mensch
- 1956–1999: Der Vegetarier: Zeitschrift für ethische Lebensgestaltung, Vegetarismus und Lebensreform
- 1999–2015: natürlich vegetarisch. Das VEBU-Magazin
- 2015—heute: ProVeg-Magazin

## Erscheinungsweise
Früher war die Zeitschrift über den Zeitschriftenhandel erhältlich. Heute ist der Bezug der Zeitschrift in der Mitgliedschaft bei ProVeg enthalten. Das Magazin richtet sich an vegetarisch-vegan lebende Vereinsmitglieder.
Die auf Recyclingpapier gedruckte Zeitschrift erscheint heute halbjährlich mit einer Auflage von 15.000 Exemplaren und einer Reichweite von 50.000 bis 70.000 Lesern.

## Inhalte
Inhaltliche Schwerpunkte sind Gesundheit, Ernährung, Tierschutz, Umwelt, Mode und Kosmetik. Darüber hinaus werden Buchbesprechungen und Rezepte sowie ein Veranstaltungskalender geboten.